# Xavier Lacaille
Xavier Lacaille, né en 1989, est un acteur et scénariste français.
Il s'est notamment fait connaître dans la série de France Télévisions Parlement dans laquelle il incarne un assistant parlementaire naïf.

## Biographie
Xavier Lacaille a suivi une formation en "Séries TV" à La Fémis.
Il fait un passage au cours Florent en 2010, mais n'y reste que quelques semaines avant de quitter l'école, préférant se consacrer à ses projets parallèles.
En parallèle de sa carrière d’acteur, il écrit des films et des séries, notamment pour Canal+ (la série Têtard et la série Validé).
Il écrit pendant deux ans au bureau des auteurs de Canal+, où il rencontre Ambroise Carminati, avec lequel il forme un duo humoristique. Le duo Ambroise et Xavier,, est notamment sélectionné au Festival d’humour de Paris (FUP) pour la soirée des jeunes talents à Bobino en 2019.

## Filmographie

### Acteur

#### Cinéma
- 2015 : Wei or Die[7] (moyen métrage) de Simon Bouisson : JB
- 2016 : Venir sur ses pas de Baptiste Drapeau : Apple
- 2017 : Canine panique (court métrage) de Baptiste Drapeau : Joko
- 2017 : French Kiss VR (court métrage) de Pascal Tirilly : Theo
- 2018 : Budapest de Xavier Gens : Joris
- 2018 : Microfilms (court métrage) de Raphaël Guillemot
- 2019 : La Bataille du rail de Jean-Charles Paugam : 5G
- 2019 : République : The Interactive (court métrage) de Simon Bouisson[8]
- 2021 : Erratum (court métrage) de Giulio Callegari : Bastien
- 2022 : Pin Pon (court métrage) de Baptiste Drapeau : Joseph
- 2022 : La Mangeuse d'hommes (court métrage) de Baptiste Drapeau : Georges Gutowski
- 2023 : La Chambre des merveilles de Lisa Azuelos : Etienne
- 2023 : Voice Ever (court métrage) de Pauline Archange et Céline Perréard : Emmanuel
- 2024 : Bis Repetita d'Émilie Noblet : Rodolphe Cagnat
- 2024 : Zénithal de Jean-Baptiste Saurel : Dr Sweeper
- 2024 : Le Beau rôle de Victor Rodenbach : Sam
- 2025 : Un monde merveilleux de Giulio Callegari : l'infirmier

#### Télévision
- 2016 : Hashtag (téléfilm) de Julie-Anna Grignon, Lola Roqueplo, Jérémie Sein : Tim
- 2016 : Section de recherches (série télévisée)
- 2016 : Venir sur ses pas
- 2017-2018 : Loulou (web-série)
- 2019-2021 : Têtard[9] (série télévisée) : Ludo / Spermatozoïde 1
- 2020-2024 : Parlement[10] (série télévisée) : Samy Kantor (40 épisodes)
- 2020 : Validé (série télévisée), saison 1, épisode 2 : Kevin
- 2020 : Conf Call (mini-série) de Jean-Charles Paugam, épisode 6 Xavier
- 2021 : L'École de la vie (série télévisée), épisodes 5 et 6 : Jonathan
- 2022 : Miskina, la pauvre (série télévisée) : Damien
- 2024 : Studio Bagel (série télévisée), épisode 9 Fleur Bleue d'Enya Baroux et Martin Darondeau : le mec déguisé
- 2024 : Broute 24 (série télévisée) : Eric, le professeur d'histoire
- 2024 : Lucien et Jibé en coulisses (séquence de l'émission C à vous sur France 5)
- 2024 : Bref. (série télévisée) : le gars qui embrasse Marla (saison 2)

### Réalisateur
- 2022 : Un dernier été (court métrage)

### Scénariste

#### Séries télévisées
- 2017 : Loulou[11], épisodes 8 Conception et 12 Loulouland
- 2019-2021 : Têtard[3] (mini-série)
- 2020-2021 : Validé
- 2022 : Miskina, la pauvre
- 2024 : Terminal

#### Courts métrages
- 2017 : Canine panique[12] de Baptiste Drapeau
- 2019 : Boustifaille[13] de Pierre Mazingarbe
- 2022 : Pin Pon de Baptiste Drapeau
- 2022 : Un dernier été de lui-même
- 2022 : La Mangeuse d'hommes[14] de Baptiste Drapeau